# 新立山
新立山（しんたてやま）とは、福岡県宗像市と宮若市・鞍手町の市境にある山である。

## 概要
標高は325.7m。権現山とも呼ばれる。この山の西側を福岡県道87号岡垣宮田線が南北に走り、北側には福岡県道29号直方宗像線が走り、北側中腹にグローバルアリーナがある。
北西（玄海方面）に響灘・玄界灘が、東の鞍手方面に六ヵ岳や福智山、南西の筑前山口方面には西山・犬鳴山が見える。

## アクセス
赤間側・平山登山口へは、赤間営業所からバスに乗り「平山口」または「高六」バス停から徒歩15分ほどである。